# Hubert de Courtarvel
Hubert de Courtarvel, marquis de Pezé (baptisé le 5 décembre 1682, La Lucazière, Mont Saint Jean - 24 novembre 1734, Guastalla), est un officier général français.

## Biographie
Issu de la famille de Courtavel, il est le fils de Charles de Courtavel, marquis de Pezé, seigneur de La Lucazière, gentilhomme de la chambre du duc d'Orléans, et de son épouse, Marie-Madeleine de Vassan. Son père meurt en 1689, alors qu'il a seulement six ans.
Reçu page à la Petite Écurie du roi en 1692, il est employé à l'armée d'Italie le 26 décembre 1700 en qualité d'aide de camp du comte de Tessé, et se trouva à la bataille de Carpi en juillet 1701 ; à la défaite du baron de Mercy au mois de novembre suivant, et entra dans Mantoue avec le comte de Tessé en décembre. Il contribua pendant le blocus de cette ville à plusieurs avantages qu'on remporta sur les ennemis dans différentes sorties ; et se trouva à la défaite du général Tcrauttmansdorff à Saint-Antoine en mars 1702, et aux batailles de Santa-Vittoria et de Luzzara. À cette dernière bataille, il remplit les fonctions d'aide-major du régiment de Rozelli dragons, fonctions qu'il avait exercées depuis la levée de ce régiment, par brevet du 15 mai 1702.
Le 25 février 1703, il obtient une commission pour tenir rang de capitaine. Nommé capitaine réformé à la suite du régiment du colonel-général des dragons au mois de novembre, il servit avec ce régiment à l'armée de Flandre en 1704, et y obtint, en 1706, une compagnie qu'il commanda à l'armée de la Moselle la même année, et à l'armée du Rhin, sous le maréchal de Villars, en 1706.
Il quitta sa compagnie de dragons, et fut fait successivement enseigne au régiment des Gardes françaises le 9 février 1707, sous-lieutenant le 6 mars et sous-aide-major le 23 novembre suivant. Il combattit à Oudenarde en 1708 (bataille d'Audenarde), fut nommé lieutenant aux Gardes Françaises le 26 février 1709, combattit à la bataille de Malplaquet et servit en Flandre en 1711.
Il obtint une compagnie au régiment des gardes, par commission du 12 décembre de la même année, et la commanda en 1712 à l'armée du Rhin, où il servit au siège de Landau, et à celui de Fribourg.
Nommé gentilhomme de la manche du roi le 1er avril 1716, il obtenu le gouvernement de la maison royale de la Muette, près Passy, lors de sa création, par provisions du 10 août 1719.
Devenu colonel-lieutenant et inspecteur du régiment du Roi par commission du 16 décembre suivant, il se démit de sa compagnie aux gardes, et fut promu brigadier des armées du roi par brevet du 20 juin 1720.
En 1722, il obtient en même temps que son mariage, les gouvernements de Rennes, en Bretagne, et de Madrid, près de Boulogne.
Il est promu au grade de maréchal de camp par brevet du 24 avril 1727. Employé, comme maréchal de camp et maréchal-général-des-logis de l'armée d'Italie, par ordre du 6 octobre 1733, il sert aux sièges de Gera d'Adda,, de Pizzighettone et du château de Milan la même année, à ceux de Sarravalle, de Novare, du fort d'Arona et de Tortone en 1734. Il combat à Parme au mois de juin, et est promu lieutenant-général des armées du Roi par pouvoir du 1er août.
Il reçoit, le 19 septembre suivant, à la bataille de Guastalla, une blessure, dont il meurt le 23 novembre 1734. Le roi l'avait nommé chevalier des ordres du roi le 18 octobre ; sa mort l'empêcha d'être reçu.

### Mariage et descendance
Il prit le nom de marquis de Pezé, en se mariant, le 22 novembre 1722, avec Lydie-Nicole de Beringhen, fille de Jacques-Louis de Beringhen, marquis de Beringhen, marquis de Châteauneuf, premier écuyer du Roi, gouverneur de la petite écurie, chevalier des ordres du Roi, et de Marie Madeleine Elisabeth d'Aumont. Elle était la petite-fille de Louis-Marie-Victor d'Aumont, duc d'Aumont, et de Madeleine Fare Le Tellier de Louvois.
Une fille resta de ce mariage :
- Louise Madeleine de Courtavel, mariée en 1743 avec (son cousin-germain) Mathurin Armand de Vassé, marquis de Vassé, baron de La Roche Mabille, vidame du Mans, fils d'Emmanuel Armand de Vassé, marquis de Vassé, et de Anne Bénigne Fare Thérèse de Beringhen[4]. Dont uniquement un fils : Alexis Bruno Etienne de Vassé.